# Natrium-26
Natrium-26 of 26Na is een radioactieve isotoop van natrium. De isotoop komt van nature niet op Aarde voor.

## Radioactief verval
Natrium-26 vervalt door β−-verval naar de stabiele isotoop magnesium-26:
{\displaystyle {\ce {{^{26}_{11}Na}->{^{26}_{12}Mg}+{e^{-}}+{\bar {\nu }}_{e}}}}
De halveringstijd bedraagt iets meer dan 1 seconde.
17Na · 18Na · 19Na · 20Na · 21Na · 22Na · 22mNa · 23Na · 24Na · 24mNa · 25Na · 26Na · 27Na · 28Na · 29Na · 30Na · 31Na · 32Na · 33Na · 34Na · 35Na · 36Na · 37Na